# علي أباد (كليبر)
علي أباد هي قرية في مقاطعة كليبر، إيران. عدد سكان هذه القرية هو 41 في سنة 2006.